# Inner-Mjösjön
Inner-Mjösjön är en sjö i Örnsköldsviks kommun i Ångermanland och ingår i Husåns huvudavrinningsområde. Sjön är 10,8 meter djup, har en yta på 0,0796 kvadratkilometer och är belägen 248 meter över havet. Sjön avvattnas av vattendraget Mjösjöbäcken.

## Delavrinningsområde
Inner-Mjösjön ingår i det delavrinningsområde (705554-165294) som SMHI kallar för Utloppet av Inner-Mjösjön. Medelhöjden är 280 meter över havet och ytan är 1,62 kvadratkilometer. Det finns inga avrinningsområden uppströms utan avrinningsområdet är högsta punkten. Mjösjöbäcken som avvattnar avrinningsområdet har biflödesordning 3, vilket innebär att vattnet flödar genom totalt 3 vattendrag innan det når havet efter 39 kilometer. Avrinningsområdet består mestadels av skog (94 procent). Avrinningsområdet har 0,08 kvadratkilometer vattenytor vilket ger det en sjöprocent på 4,8 procent.